# Evelyn (cràter)
Evelyn és un cràter d'impacte en el planeta Venus de 18 km de diàmetre. Porta el nom d'un antropònim celta, i el seu nom va ser aprovat per la Unió Astronòmica Internacional el 1997.